# 7even Year Itch
7even Year Itch: Greatest Hits, 1994-2001 es un álbum recopilatorio de Collective Soul, banda de rock alternativo proveniente de Georgia, EE. UU. El álbum contiene muchos de los grandes éxitos cosechados por banda. Este fue el último lanzamiento con Atlantic Records, como también con la formación original.
Este álbum cuenta con dos canciones nuevas grabadas especialmente para ser incluidas, tituladas: «Energy» y «Next Homecoming».

## Lista de canciones
- Todas las canciones escritas por Ed Roland, excepto las señaladas.

1. «Heavy» – 2:55
2. «She Said» – 4:15
3. «Shine» – 5:06
4. «Energy» – 3:19
5. «Run» – 4:33
6. «Gel» – 2:58
7. «Perfect Day» (featuring Elton John) - 3:48
8. «Precious Declaration» – 3:41
9. «Why, Pt. 2» – 3:37
10. «The World I Know» – 4:15 (Roland, Ross Childress)
11. «Next Homecoming» – 3:11
12. «Listen» – 4:12
13. «December» – 4:43
14. «Forgiveness» – 5:00

## Miembros
- Ed Roland - voz, teclado, productor, guitarra
- Ross Childress - primera guitarra
- Will Turpin - bajo, voz
- Dean Roland - segunda guitarra
- Shane Evans - batería